# Мигаль, Роман Степанович

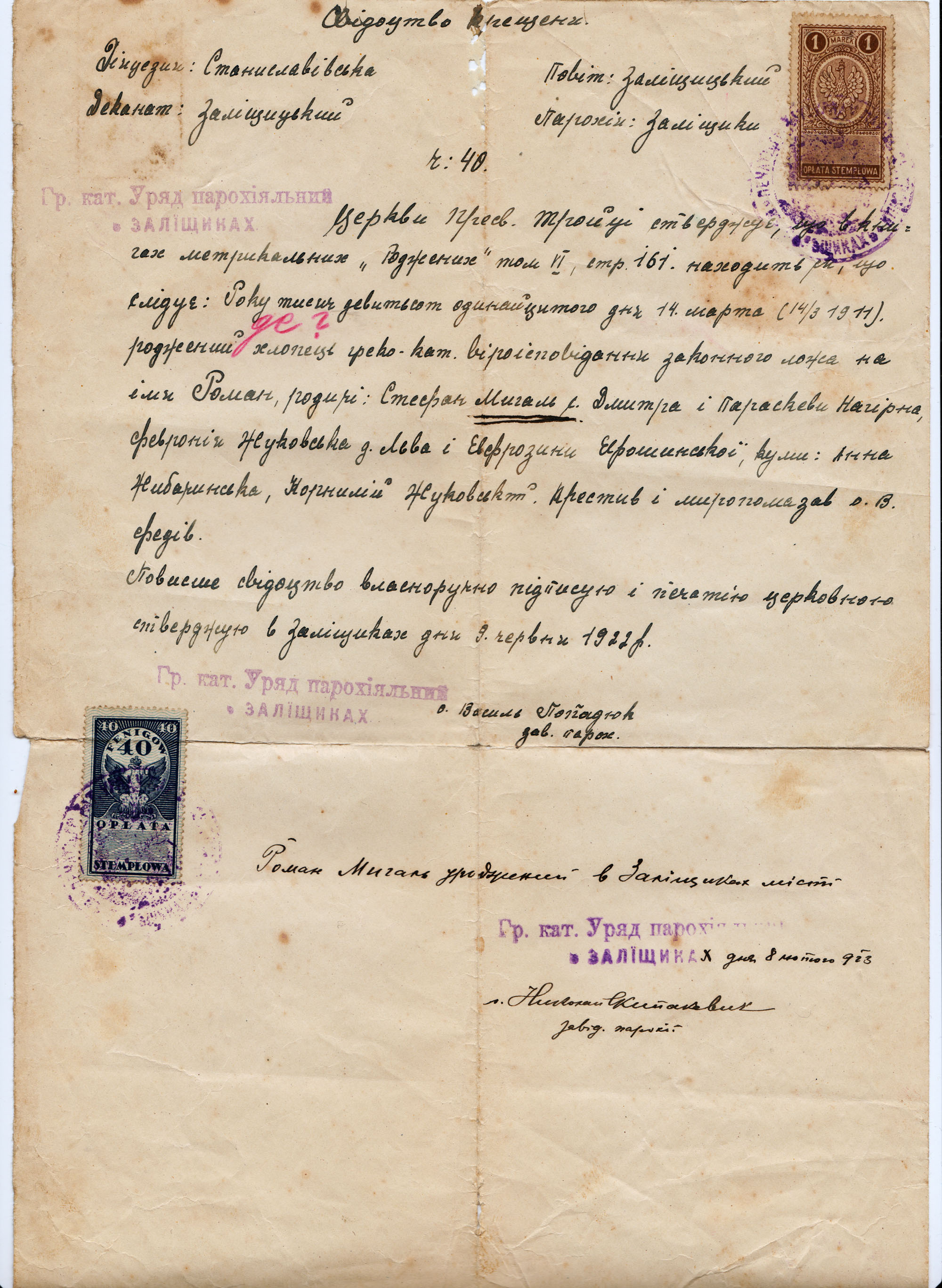
Свидетельство о крещении Романа Мигаля

Роман Степанович Мигаль (укр. Роман Степанович Мигаль; 14 марта 1911, Дубляны — сентябрь 1939, Мелец) — украинский политический деятель, член Украинской войсковой организации и Организации украинских националистов. Заместитель Степана Бандеры в референтуре пропаганды ОУН (1932 год), командир отделения военной разведки краевого ОУН (с 1933 года).

## Биография
Родился 14 марта 1911 года в деревне Дубляны (ныне Львовский район Львовской области). Родители — Степан Дмитриевич Мигаль и Феврония Львовна Жуковская. По вероисповеданию греко-католик. Окончил Коломыйскую гимназию, учился на юридическом факультете Львовского университета. Польскими властями арестовывался неоднократно за антигосударственную деятельность.
Один из 12 подсудимых Варшавского процесса, обвинялся в подготовке к покушению на министра внутренних дел Польши Бронислава Перацкого, убитого 15 июня 1934 года. Судом по итогам Варшавского процесса был приговорён к 12 годам тюрьмы, однако на Львовском процессе ему дали уже двойное пожизненное лишение свободы за соучастие в убийстве комиссара консульства СССР во Львове Майлова (22 октября 1933), директора Львовской академической гимназии Ивана Бабия (25 июля 1934) и студента Якова Бачинского, а также сорвавшегося покушения на подкомиссара львовской тюрьмы Кособудзкого.
В сентябре 1939 года во время перевода узников был убит около местечка Мелец.

## Семья
В семье были также братья Григорий и Тарас. Тарас — известный писатель и публицист, а дочь Григория Иванка — оперная певица.